# أندريه دياز (لاعب كرة قدم)
أندريه دياز (بالبرتغالية: André Gonçalves Dias) (15 مايو 1979 بساو برناردو دو كامبو في البرازيل - ) هو لاعب كرة قدم برازيلي في مركز قلب الدفاع. شارك مع منتخب البرازيل لكرة القدم. أما مع النوادي، فقد لعب مع نادي بارانا ونادي ساو باولو ونادي غوياس ونادي فلامنغو ونادي لاتسيو ونادي بايساندو ‏.

## وصلات خارجية
- أندريه دياز (لاعب كرة قدم) على موقع قاعدة بيانات كرة القدم.إي يو (الإنجليزية)
- أندريه دياز (لاعب كرة قدم) على موقع Soccerway.com (الإنجليزية)
- أندريه دياز (لاعب كرة قدم) على موقع عالم كرة القدم.نت (الإنجليزية)
- أندريه دياز (لاعب كرة قدم) على موقع AS.com (الإسبانية)